# Somkuan Seehapant
Somkuan Seehapant (nascido em 10 de fevereiro de 1946) é um ex-ciclista tailandês. Representou sua nação nos Jogos Olímpicos de Verão de 1968, na prova de corrida em estrada.